# 孢囊放线菌属
孢囊放线菌属为链霉菌科的一属细菌。该属的模式种为紫色孢囊放线菌（Actinosporangium violaceum）。现为链霉菌属（Streptomyces）的异名。

## 下属物种
本属包括以下物种：
- 紫色孢囊放线菌 Actinosporangium violaceum Krassilnikov and Yuan 1961，正名
- Actinosporangium violaceus Krassilnikov and Yuan 1961，拼写错误
- Actinosporangium vitaminophilum Shomura et al. 1983，异名